# Rhabdosis signata
Rhabdosis signata là một loài tò vò trong họ Ichneumonidae.